# Cmentarz Nowobielicki w Homlu
Cmentarz Nowobielicki w Homlu (biał. Беліцкія могілкі) – jedna z większych i starszych homelskich nekropolii, na której pochówki przeprowadzano w XIX i do połowy XX wieku. Obejmuje powierzchnię 11 ha.
Zabytkowy Cmentarz Bielicki został zamknięty dla pochówków w 1967. Wśród osób na nim spoczywających znajdują się członkowie rodziny Kruszewskich, do których należał domek myśliwski w Homlu.